# Atsimo-Andrefana

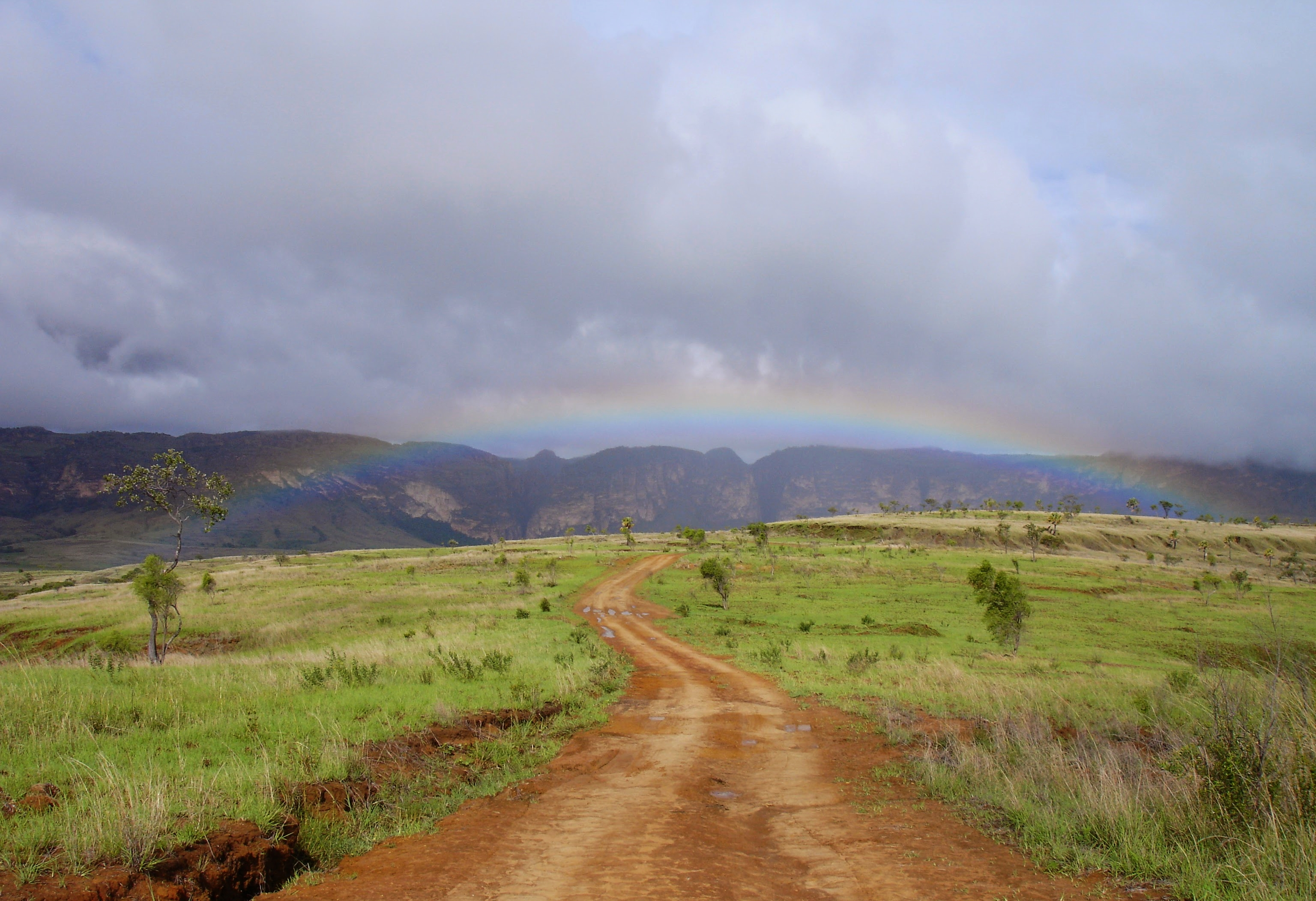
Tęcza nad parkiem Isalo.

Atsimo-Andrefana (dosł. Południowy Zachód) – region Madagaskaru, ze stolicą w Toliarze. Dawniej należał do Prowincji Toliara.

## Geografia
Zajmuje powierzchnię 66 236 km² i położony jest w południowo-zachodniej części wyspy, u wybrzeży Kanału Mozambickiego. Od północy graniczy z regionem Menabe, od północnego wschodu z Amoron'i Mania, a od wschodu z regionami Haute Matsiatra, Ihorombe, Anosy i Androy. Do głównych rzek regionu należą: Sikily, Sakanavaka, Mangoky, Makay, Isahena, Manombo, Fiherenana, Onilahy, Linta, Manakaralahy i Menarandra. Przez region przebiegają drogi RN 6, RN 7 i RN 10. Na jego terenie leżą: rezerwat Beza Mahafaly, Park Narodowy Tsimanampetsotsa i jezioro Ihotry.

## Demografia
Jego zaludnienie wynosiło w 1993 roku 741 243 osób. W 2004 wynosiło ok. 1 018 500. Według spisu z 2018 liczy 1 797 894 mieszkańców. 

## Podział administracyjny
W skład regionu wchodzi 9 dystryktów:
- Ampanihy
- Ankazoabo
- Benenitra
- Broroha
- Betioky Atsimo
- Morombe
- Sakaraha
- Toliara I
- Toliara II